# Уржумка (станция)
Уржу́мка — железнодорожная станция Златоустовского региона Южно-Уральской железной дороги, в 9 км от центра Златоуста в пределах его городской черты, на территории одноимённого посёлка, включённого в состав города в 1943 году. Была сооружена в 1890—1892 гг. во время строительства Златоуст — Челябинской железной дороги, при продлении до Челябинска Самаро-Златоустовской железной дороги.
В полукилометре восточнее станции находится гранитный обелиск «Европа — Азия» (автор проекта — Н. Г. Гарин-Михайловский), созданный в память о завершении строительства этого участка Транссиба в 1892 году.
Примерно в этом же районе во второй половине XIX — начале XX в. проходила административная граница между Златоустовским уездом Уфимской губернии и Троицким уездом Оренбургской губернии. В 3 километрах к северо-востоку от станции Уржумка располагается Александровская сопка, в 1 километре к северу — Семибратка.

## История

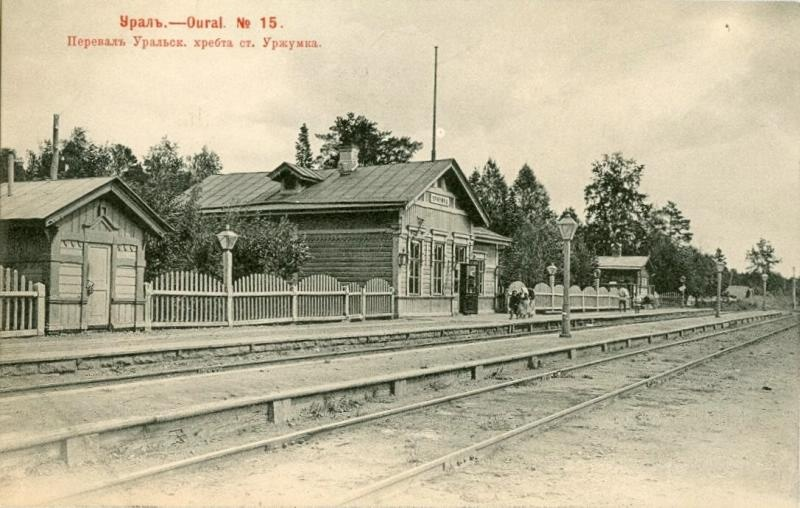
Перевал Уральского хребта, станция Уржумка. Открытка 1903 г.

Среди всех станций Златоустовского региона ЮУЖД Уржумка находится на самой большой высоте, отсюда начинается долгий спуск железной дороги по восточному склону Урала в сторону Сибири. В начале Великой Отечественной войны от станции построена железнодорожная ветка ко вновь строящемуся машиностроительному заводу, на станции происходила разгрузка оборудования эвакуированных из Тулы и Подольска заводов, а чуть позднее грузилась продукция для фронта. Во время электрификации участка Златоуст — Челябинск на Уржумке построена тяговая подстанция, здесь же находится производственная база путевой машинной станции № 173 (ПМС-173).
Пристанционный посёлок был включён в черту города в мае 1943 года. Сегодня в него входят улицы: Клары Цеткин, Лизы Чайкиной (самая восточная в г. Златоусте), Олега Кошевого, Привокзальная. С центральной частью Нового Златоуста Уржумка связана автобусным маршрутом.

### Топонимика
Название станции и посёлка принесено переселенцами: происходит от названия речки Уржумка. Таких рек известно две: Уржумка — правый приток Вятки в Республике Марий Эл и Кировской области и Уржумка — правый приток Волги (в источнике 19 века отмечен как правый приток Волги в Чебоксарском уезде Казанской губернии). Оно появилось в XVII—XVIII веках, когда эту территорию активно заселяли выходцы с Поволжья. «Ур» в переводе с марийского значит «белка», «ужаш» — «видеть». Приблизительный перевод — «вижу белку».

## Поезда дальнего следования
На станции не останавливается ни один пассажирский поезд дальнего следования.

## Пригородное сообщение
В направлении Златоуста следуют 2 пары пригородных поездов в день, в направлении Челябинска — 2.